# Pedro Rafael Ojeda Bustos
Pedro Rafael Ojeda Bustos (San Luis (Argentina), 15 de novembre de 1972) és un futbolista argentí, que ocupa la posició de davanter.

## Trajectòria
Va començar al Gimnasia y Esgrima de Mendoza del seu país, per continuar a Godoy Cruz, Coquimbo (Xile), Instituto Córdoba i Racing de Avellaneda, a l'estiu de 1999 dona el salt a la competició europea, per jugar amb el CD Numancia, que acabava de pujar a primera divisió espanyola per primer cop a la seua història.
El davanter va ser un dels referents castellans a l'atac durant els quatre anys que hi va romandre al club sorià, tant a Primera com a Segona Divisió. Va jugar 109 partits i va marcar 12 gols.
El 2003 retorna a l'Argentina per jugar amb Talleres de Córdoba. Seria el primer d'un tot seguit d'equips del seu país: Juventud Unida Universitaria de San Luis, Racing de Córdoba, General Paz Juniors de Córdoba, Estudiantes de San Luis, Luján de Cuyo o Atlético Juventud Alianza de San Juan, entre d'altres.